# Margaret Somerville
Margaret Somerville (ur. 6 lutego 1912 w Ecclesall, zm. w grudniu 1987 w Kingston upon Thames) – brytyjska florecistka, brązowa medalistka mistrzostw świata.
Podczas mistrzostw świata w Monte Carlo w 1950 roku Brytyjki w składzie: Betty Arbuthnott, Caroline Drew, Mary Alison Glen-Haig, Gillian Sheen i Margaret Somerville zdobyły brązowy medal we florecie drużynowym. Był to jej jedyny medal zdobyty w zawodach tego cyklu.
Nigdy nie wzięła udziału w igrzyskach olimpijskich.